# Carlos Zavala
Carlos Edgardo Zavala (Villa Mercedes-ibídem, 16 de enero de 2013) apodado Tincho, fue un abogado y político argentino, perteneciente a la Unión Cívica Radical (UCR), que tuvo una trayectoria destacada en la provincia de San Luis. Fue presidente del Colegio de Abogados de San Luis entre 1977 y 1979, y candidato radical a gobernador de la provincia de San Luis en las elecciones provinciales de 1983, que marcaron la restauración de la democracia en la Argentina. Pertenecía al Movimiento de Afirmación Yrigoyenista (MAY), línea interna de la UCR encabezada por Luis León y de orientación marcadamente izquierdista, lo que le valió el rechazo de gran parte de su propio partido y del conservadurismo local, terminando con su estrecha derrota ante el candidato justicialista Adolfo Rodríguez Saá a pesar de la victoria nacional de la UCR.
Zavala no aceptó nunca ocupar cargos públicos después de su derrota y se convirtió en un crítico vocal del liderazgo del presidente Raúl Alfonsín dentro del radicalismo, tanto antes como después de que este dejara la presidencia, rechazando el Pacto de Olivos en 1993 que condujo a la reforma constitucional que permitió al presidente peronista Carlos Menem ser reelegido, así como la alianza con el economista Roberto Lavagna de cara a las elecciones de 2007. Rechazó también a los Radicales K liderados por Julio Cobos. Se mostró favorable a la figura de Elisa Carrió y en 2009 publicó una larga carta señalando a gran parte de la dirigencia de su partido como figuras responsables de su progresiva debacle en las décadas de 1990 y 2000. Enfermo de diabetes, enfermedad que lo dejó ciego en sus últimos años, falleció en Villa Mercedes el 16 de enero de 2013.

## Biografía

### Primeros años
Zavala fue presidente del Colegio de Abogados de San Luis entre 1977 y 1979, durante el Proceso de Reorganización Nacional. Desde su juventud militó activamente en la Unión Cívica Radical (UCR). Con el colapso de la dictadura y el comienzo de la apertura democrática en 1982, Zavala ayudó a fundar la sección puntana del Movimiento de Afirmación Yrigoyenista (MAY), línea interna de la UCR encabezada a nivel nacional por el chaqueño Luis León. En los comicios internos del radicalismo, el Movimiento de Renovación y Cambio (MRC), liderado por Raúl Alfonsín, venció a la Línea Nacional (LN), representante del balbinismo hasta entonces dominante. El MAY venció en Chaco y San Luis, por lo que Zavala y León fueron de los pocos candidatos a gobernador radicales en las elecciones de 1983 que no adherían al alfonsinismo.

### Candidatura a gobernador en 1983
Mientras que a nivel nacional la UCR concurría unificada bajo la candidatura de Alfonsín y el peronismo se mostraba sumamente dividido, la situación en la provincia de San Luis fue casi exactamente la contraria. Zavala no contó con el apoyo de numerosos dirigentes radicales más centristas, mientras que el candidato del justicialismo, Adolfo Rodríguez Saá, mantuvo el Partido Justicialista (PJ) unificado en torno a su figura. Del mismo modo, sus posturas políticas abiertamente liberales en cuestiones sociales y laicistas en una provincia con una población marcadamente conservadora provocaron una fuerte reacción. Se vio afectado también por su tendencia a hablar en forma directa, lo que ocasionó algunos choques con figuras conservadoras. Días antes de los comicios, el obispo de San Luis, Juan Rodolfo Laise, apoyó públicamente a Rodríguez Saá y llamó a votar por él para evitar el triunfo de Zavala, a quien consideraba «anticlerical».
Los comicios tuvieron lugar el 30 de octubre de 1983. La UCR se impuso en las elecciones nacionales por más de siete puntos, pero Zavala enfrentó un corte de boleta masivo en contra de su candidatura y obtuvo solo el 37,27% de los votos, viéndose arrastrado a una estrecha derrota contra Rodríguez Saá, que logró el 40,48% de las adhesiones. En tercer y cuarto lugar quedaron Alberto Domeniconi, del Movimiento de Integración y Desarrollo (MID), con el 14,69%; y Joaquín Tula Durán, de la Alianza Federal (AF), con el 7,56% de los votos. La UCR ganó también en los comicios municipales de la capital provincial y Villa Mercedes, que aglutinaban juntas a un 80% de la población total sanluiseña, quedaron estas bajo el control de intendentes radicales, respectivamente Juan Bautista Picco y Miguel Ángel Bonino. Alfonsín, elegido presidente en dichos comicios, organizó una reunión con Zavala poco después de su derrota y se disculpó en nombre del alfonsinismo por el accionar de sus partidarios en San Luis, a quienes responsabilizó de la derrota gubernativa. Zavala describió su derrota como «mi gran y única frustración».

### Vida posterior
Zavala no volvió a presentarse a elecciones después de su derrota, ni aceptó ofrecimientos reiterados de Alfonsín para ejercer cargos públicos designados, como embajador en Colombia o Canadá (al momento de asumir la presidencia) y más tarde para unirse al Ministerio del Interior. Realizó una activa campaña en las elecciones legislativas provinciales de medio término, en las cuales la UCR arrebató al PJ la mayoría en la legislatura provincial, criticando los supuestos sobornos y compra de votos que estaría realizando el gobierno de Rodríguez Saá. Rechazó el Pacto de Olivos en 1993 y fue durante la siguiente década un destacado opositor interno al liderazgo partidario de Alfonsín. A fines de la década de 1990 se desafilió de la UCR en protesta por su política con respecto al menemismo, decisión que describiría más tarde haber sentido como «cuando uno ama a una mujer y descubre que es una prostituta». Fue también muy crítico con el kirchnerismo, al que caratuló como «monárquico», y de los Radicales K que encabezó el vicepresidente Julio Cobos. Apoyó la candidatura de Elisa Carrió a la presidencia en las elecciones de 2003 y 2007. En junio de 2009 publicó una extensa carta abierta, en la que criticaba a gran parte de la dirigencia del radicalismo por su papel en el declive electoral del partido, describiéndolos como «radicales basura», y llamando a apoyar el Acuerdo Cívico y Social.